# بروكليت
بروكليت (بالإنجليزية: Brooklet, Georgia)‏ هي مدينة تقع في مقاطعة بولوك، جورجيا بولاية جورجيا في الولايات المتحدة. تبلغ مساحة هذه المدينة 8.7 (كم²)، وترتفع عن سطح البحر 46 م، بلغ عدد سكانها 1395 نسمة في عام 2010 حسب إحصاء مكتب تعداد الولايات المتحدة.

## أعلام
- سيسيل بي. داي

## وصلات خارجية
- Cities & Counties - Georgia.gov